# Varennes-le-Grand
Varennes-le-Grand – miejscowość i gmina we Francji, w regionie Burgundia-Franche-Comté, w departamencie Saona i Loara.
Według danych na rok 1990 gminę zamieszkiwało 1298 osób, a gęstość zaludnienia wynosiła 68 osób/km² (wśród 2044 gmin Burgundii Varennes-le-Grand plasuje się na 178. miejscu pod względem liczby ludności, natomiast pod względem powierzchni na miejscu 482.).